# Cacopsylla ledi
Cacopsylla ledi är en insektsart som först beskrevs av Flor 1861.  Cacopsylla ledi ingår i släktet Cacopsylla och familjen rundbladloppor. Arten är reproducerande i Sverige. Inga underarter finns listade i Catalogue of Life.